# Jean-Michel et son équipe
L'association Jean-Michel et son équipe a été fondée en Suisse en 1972 par Jean-Michel Cravanzola. Ce mouvement évangélique est décrié par certains qui le considèrent comme une secte. Elle s'est arrêtée en 1992.

## Création
Cravanzola affirme avoir fondé cette association d'inspiration chrétienne évangélique sous l'impulsion de l'Esprit-Saint. Son but serait, selon ses statuts, « d'aider les jeunes qui ont des difficultés personnelles ou sociales [par exemple toxicomanes, marginaux, filles mères...] dans l'esprit de les amener à une foi chrétienne et, ainsi, de provoquer une transformation profonde de leur personnalité et de leur vie ». Ces personnes en détresse sont accueillies dans des résidences vaudoises, avec l'approbation de médecins et de juges qui parfois leur confient des personnes toxicomanes.
À la suite d'importants démêlés judiciaires, l'association est transformée en 1979 en une autre baptisée L'île de la foi, laquelle se veut défendre l'institution familiale.

## Organisation
Exerçant une activité reconnue comme étant lucrative, l'association "Jean-Michel et son équipe" est inscrite au registre du commerce du district de Moudon (Suisse). Jean-Michel Cravanzola en est le président.
En 1980, environ 215 personnes sont réparties dans trois communautés appartenant à l'association (une en France et deux en Suisse : à Vugelles-La Mothe et à Hermenches où résident respectivement environ 50 adultes et 25 enfants, et environ 60 adultes et 40 enfants). Différentes équipes formées avec ces membres prennent chacune en charge une activité de l'association. Le mouvement a compté en tout jusqu'à 300 membres dispersés en Europe et aux États-Unis.

## Pratiques
Le fondateur demande à ses fidèles une intense évangélisation qui s'effectue principalement par le porte à porte. Cette pratique vise tout particulièrement à propager les ouvrages de Cravanzola dont la vente permet une rentrée substantielle d'argent. Les fidèles s'occupent de différentes tâches au sein du groupe : administration, imprimerie des publications du fondateur, évangélisation, entretien des locaux, travaux ménagers et éducation des enfants du groupe.
Il est conseillé de prier très régulièrement et surtout de donner de l'argent, car selon le fondateur les dons permettent de s'attirer la bénédiction de Dieu et d'obtenir ainsi bonheur et réussite.

## Controverses et polémique

### Secte
Des associations anti-sectes ainsi que d'anciens membres affirment que ce mouvement constitue une secte (Reportage paru dans Migros Magazine).
Des témoignages mettent en évidence dans ce groupe :
- un culte de la personnalité du fondateur, qui exerce une forte emprise sur les fidèles (il peut décider du choix des conjoints ou des grossesses) ; d'ailleurs, celui-ci se présente comme étant guérisseur et prophète ;
- un mode de vie très contraignant : intégralité du temps consacré aux activités du groupe, avec une réduction du temps de sommeil ;
- des guérisons 'miraculeuses' par la foi, dangereuses pour la santé ;
- une coupure avec le monde extérieur : le groupe exige une vie communautaire avec rupture des liens sociaux, familiaux et amicaux, et interdit de regarder la télévision, d'écouter la radio ou de lire la presse ;
- une pression constante pour obtenir de l'argent, qui va jusqu'à la donation de tous les biens.

### Actions judiciaires
Au cours d'un procès très médiatisé en 1979, Jean-Michel Cravanzola est condamné pour « escroquerie à la charité » par le tribunal de Lausanne, ce qui provoque sa fuite.

## Aujourd'hui
25 ans plus tard, Jean Michel et son épouse Martha Cravanzola exploitent un Cottage Bed and Breakfast/Restaurant qu'ils ont transformé en une villa de style méditerranéen à Monticello, Tallahassee en Floride aux États-Unis,.